# Cyornis turcosus
Papa-moscas-malaio ou papa-moscas-azul-malaio (Cyornis turcosus) é uma espécie de ave da família Muscicapidae.
Pode ser encontrada nos seguintes países: Brunei, Indonésia, Malásia e Tailândia.
Os seus habitats naturais são: florestas subtropicais ou tropicais húmidas de baixa altitude.
Está ameaçada por perda de habitat.